# Литовская кухня

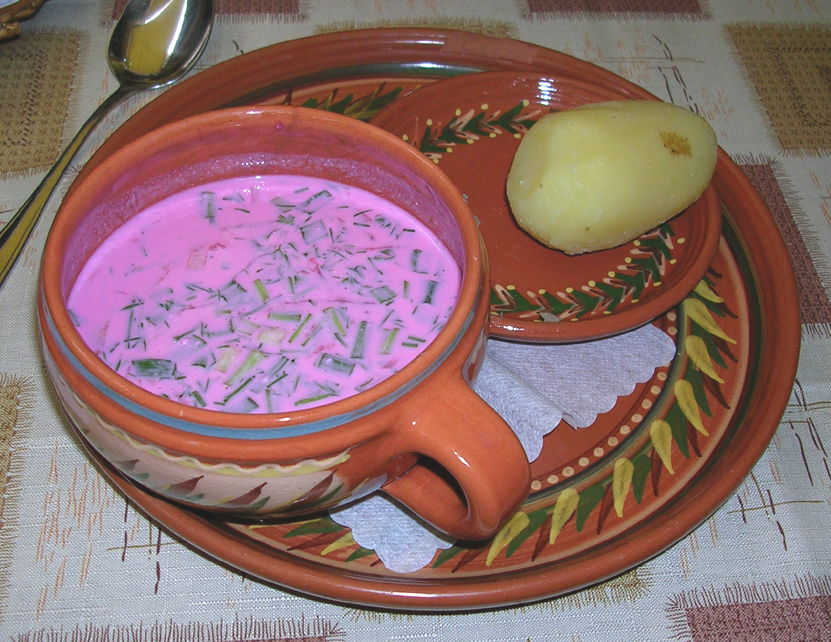
Холодный борщ

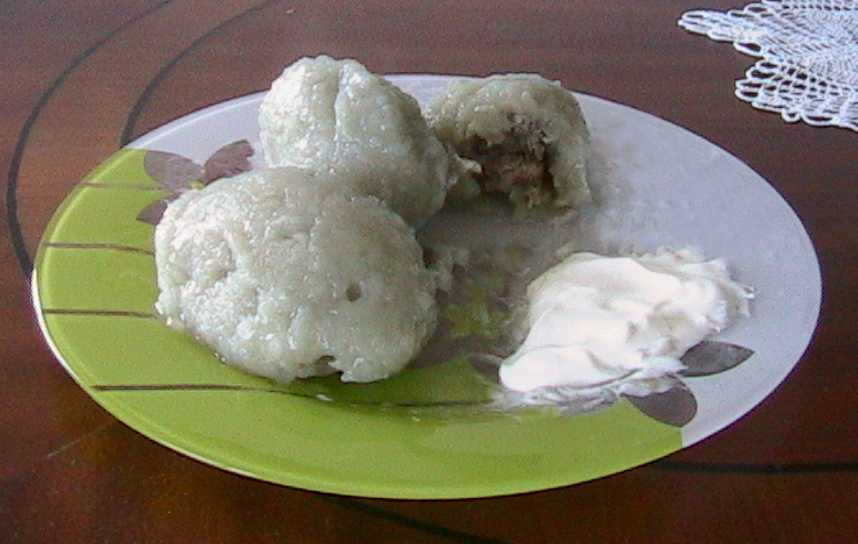
Цеппелины

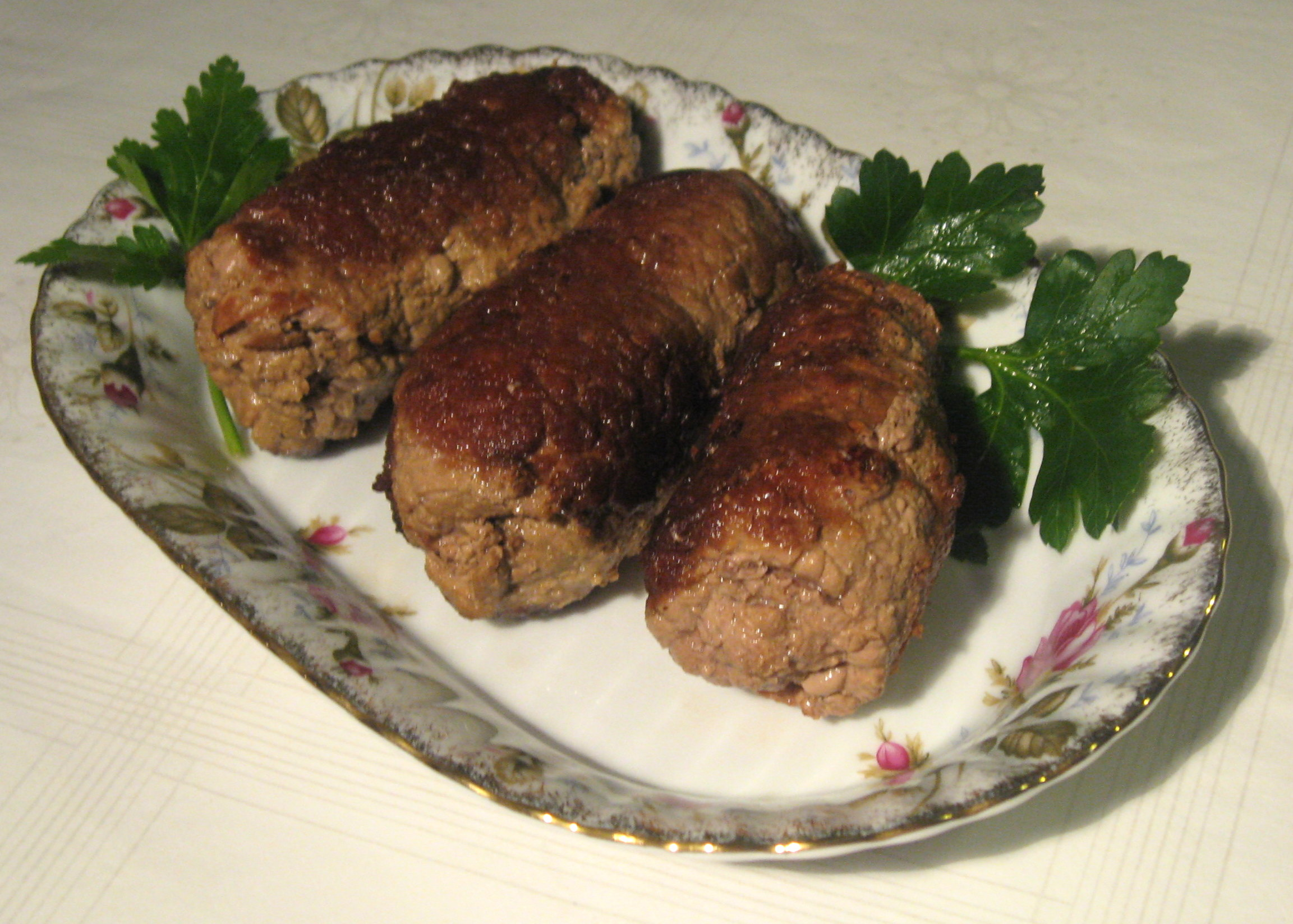
Зразы

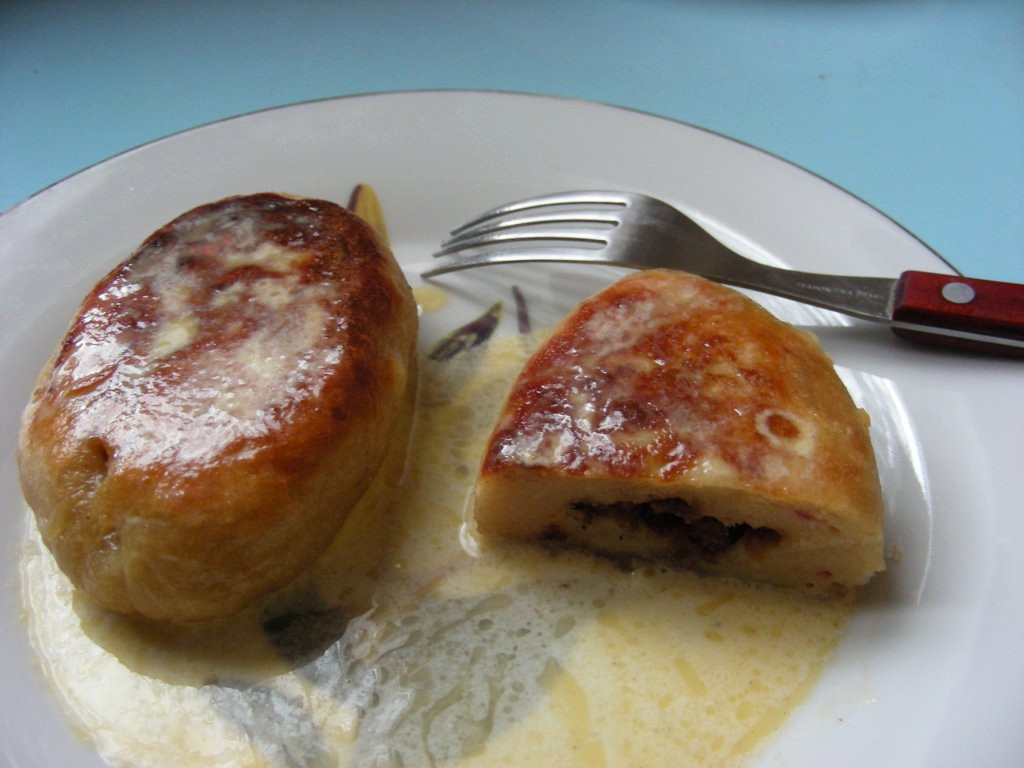
Жемайчю блинай

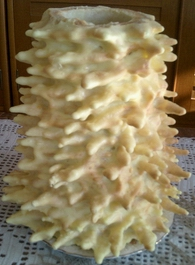
Торт шакотис

Литовская кухня (лит. Lietuviška virtuvė) — традиции приготовления пищи и национальные блюда литовцев. Особенности литовской кухни, и используемые в ней основные продукты, обусловлены, в том числе, прохладным и влажным климатом Литвы — это местные картофель, капуста, свёкла, зелень, рожь и ячмень, грибы и ягоды, молочные продукты. Из-за тесных культурных и исторических связей, литовская кухня имеет много общего с кухнями таких стран, как Белоруссия, Латвия, Польша, Россия и Украина, а также перекликается с кухней скандинавских стран, венгерской кухней, румынской, грузинской кухней и кухней ашкеназов (в Литве проживало и проживает некоторое число караимов, приглашенных Великими князьями ещё в средние века), но имеет и свои исторически сложившиеся отличия.
Исторически в Литве сложилось два кулинарных направления: крестьянское и аристократическое. Расцвет последнего пришёлся на Средние века, когда Литва была среди соседних государств законодательницей гастрономической моды. Тогда фаворитами на столе стали мясо быка с ягодными соусами, строганина, фазан с можжевельником, обилие специй, в те времена очень дорогих и редких, паштеты из печени, копченый угорь. Даже новая столица России, впечатлившись такими изысками, в 1740 году выпустила книгу «Литовские кушанья». Ближе к XIX веку кухня крестьянства вытеснила редкие яства, тем не менее их рецепты сохранились.
В регионах Литвы кухня различалась. Например, в Жемайтии чаще ели рыбу, каши, кастинис, шупеню (шюпинис), в восточной Аукштайтии — блины, в Дзукии — картофельные и грибные блюда, в Сувалкии — копчёное место, цеппелины, картофельные колбасы.
Из местных продуктов земледелия в Литве наиболее популярен картофель. Его как отваривают и подают со сметаной, творогом и молоком, так и используют для приготовления картофельных блинов и популярных блинов «Жямайчю» (лит. Žemaičių blynai, разновидность зраз — картофельные блины с начинкой, обычно мясной), клецек или швильпикай, цеппелинов, используют в качестве начинки для ведарай (лит. vėdarai — начинённые и запечённые кишки животных), кугелиса и пр.
Пользуются популярностью мясные супы из капусты и красный (свекольный) борщ. Известный литовский холодный борщ (шалтибарщай, лит. Šaltibarščiai) стал национальным блюдом, он готовится на основе кефира с маринованной свёклой (в Вильнюсе даже проводится Фестиваль холодного борща).
Широко известна «кровянка» (кровяная колбаса) и зразы. Среди национальных мясных блюд выделяется скиландис (сырокопчёное свиное мясо в свином желудке) — название является торговым знаком, о чём выдано свидетельство европейского союза.
Национальным стало и караимское блюдо кибинай (лит. kibinai) — пирожки с начинкой из рубленого мяса. Из куриного мяса готовят особые котлеты «Юрате», в панировке из кусочков хлеба. Пользуются популярностью пельмени, реже — вареники.
Из морепродуктов — приготавливается копчёная или запечённая в тесте рыба, вылавливаемая в Балтийском море.
Литва славится своим хлебом (особенно тёмными сортами, как правило — с добавкой тмина), он долго сохраняет аромат и не черствеет. Самые известные и популярные сорта — «Вильнюсский» (лит. Vilniaus), Бочю (лит. Bočių) (с тмином) и серый «Паланга» (лит. Palanga).
Из молочных продуктов предпочтение отдается творогу, простокваше и сметане. Сметана часто используется для приготовления салатов и других холодных закусок.
Весьма известен оригинальный торт шакотис (приготовляемый по особой технологии на вертеле над огнём), популярно кручёное жареное печенье «хворост» (лит. Žagarėlis).
Рождественские блюда — двенадцать постных блюд в сочельник, фаршированный карп, маковое молоко и клюквенный кисель, «кучюкай» — маленькие печенья с маком.

## Напитки
Из напитков популярен квас (лит. gira), из алкогольных — различные настойки («999», Starka, Зубровка), водка, также исторические — мёды и крупникас. Литва считается пивной державой — издревле крепкими сортами славился район Биржай, сейчас на ряде крупных производств и в маленьких пивоварнях производится множество сортов пива.